# Ден-Гелдер
Ден-Ге́лдер (нід. Den Helder) — муніципалітет і місто в Нідерландах, у провінції Північна Голландія. Розташований у регіоні Kop van Noord-Holland (укр. «Голова Північної Голландії», також Noordkop), Ден-Гелдер є найпівнічнішою точкою провінції. На північний захід він нього розташований острів-бар Нордерхакс, на півночі — острів Тесел, відокремлений від материка протокою Марсдіп. Загальна площа муніципалітету становить 178.83 км², з яких лише 45,26 км² суходолу і 133.57 км² — водна поверхня.
Ден-Гелдер — основна військово-морська база Нідерландів. Також муніципалітет є важливим транспортним вузлом для бурових платформ Нідерландів у нідерландському секторі Північного моря, зокрема, місцевий аеропорт Де-Кой здійснює пасажирські перевезення на платформи, а також через муніципалітет проходить багато нафто- і газопроводів.
З Ден-Гелдера здійснюється поромне сполучення з островом Тесел.
Станом на 31 липня 2015 року в муніципалітеті Ден-Гелдер мешкало 56 405 осіб, з них в однойменному місті — близько 45 тис..

## Походження назви
За однією з версій, назва «Гелдер» походить від слова «Helledore» (укр. «Пекельна брама» або «Пекельні двері») — так називалася ділянка Північного моря між континентальною частиною і островом Тесел. Сильна течія і численні мілини призводили до того, що багато кораблів, які прагнули пройти з внутрішніх вод до моря чи навпаки, тонули у протоці.
За іншою версією, назва походить від слова «Helle» («Helde»), яке означає пагорб чи пагорбисту місцевість, або від слова «Helre», що означає піщані пасма дюн.

## Історія
Територія сучасного муніципалітету Ден-Гелдер у Ранньому Середньовіччі належала фризькому гау Тексла. Найстарішою частиною муніципалітету є село Хейсдейнен, воно виникло раніше поселення Гелдер. З XIX століття тут базується військово-морський флот Нідерландів, що спричинило розквіт міста і його розширення на схід, де розташовані порти, тому історичний центр міста, Старий Ден-Гелдер, лежить на захід від сучасного центру. У 1944 році Ден-Гелдер був знищений нацистами, внаслідок чого місто має досить сучасний вигляд, адже забудовано переважно будівлями XIX–XX століть. Муніципалітет Ден-Гелдер утворився 20 липня 1928 року, тоді ж було затверджено офіційну назву міста — Ден-Гелдер (до цього часу воно мало назву Гелдер).

### Середні віки

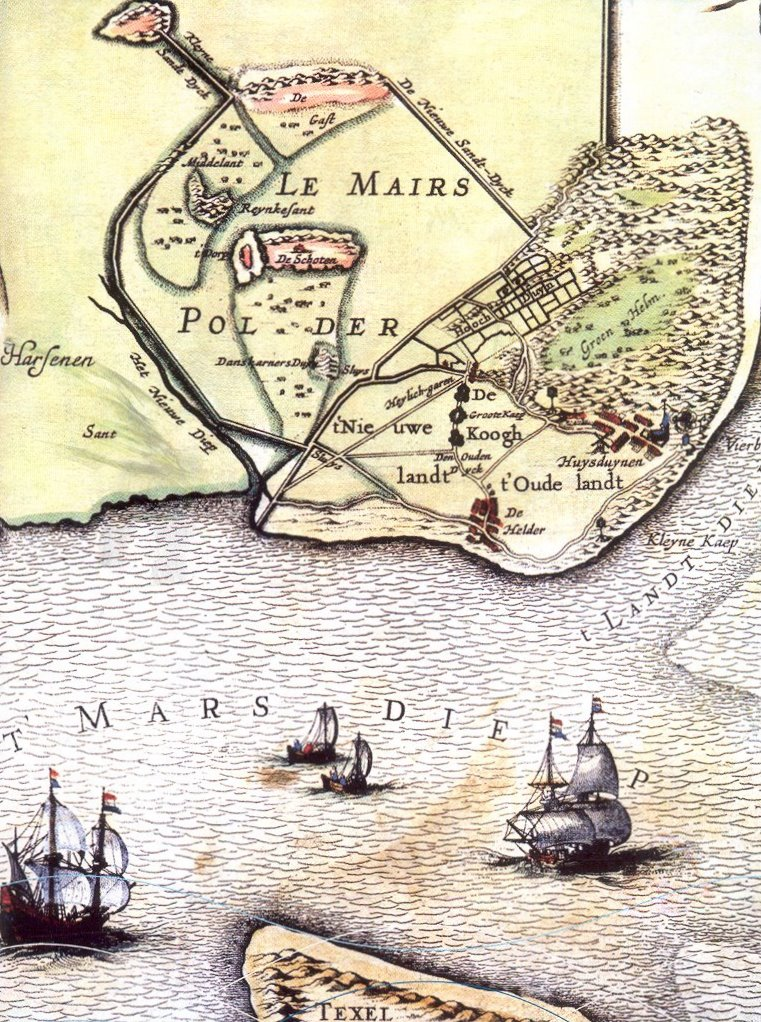
Ден-Гелдер на мапі 1641 року

Село Гелдер виникло близько 1500 року, за кілька кілометрів на північ від села Хейсдейнен. В ті часи обидва поселення розташовувалися на острові.
Під час так званої Повені на День усіх святих 1570 року ділянки дюн, змиті водою, знищили центри обох поселень. Пізніше ці села відбудували подалі від берегової лінії, вглиб материка.
До 1610 року між Хейсдейненом та селом Каллантсог (сучасний муніципалітет Схаген) звели піщану дамбу, таким чином територія сучасного Ден-Гелдера стала частиною материка.

### Село Гелдер
Первісне село Гелдер розташовувалося у районі сучасного Старого Ден-Гелдера, історичної частини міста, на морському узбережжі. Населення займалося переважно риболовлею, а також допомагало у проведенні суден крізь протоку Марсдіп та навколишні води. У XVII столітті в селі була дерев'яна протестантська церква із дзвіницею, пізніше з'явилися «прихована» католицька церква, старо-католицька церква і синагога. Село поступово набувало рис міста.

### Виникнення порту і розквіт міста
На схід від села Гелдер існувала природна затока Ньїве-Діп (Nieuwe Diep), яку, за умови штучного поглиблення дна, можна було перетворити на ідеальну захищену гавань. У 1779 році штатгальтер Віллем V дослідив таку можливість. Незважаючи на сильну протидію портів Горна, Енкхейзена та Медембліка, які бачили у Гелдері серйозного конкурента портам затоки Зейдерзе, 1781 року було вирішено створити у Гелдері новий глибоководний порт, і вже наступного, 1782 року, завершився перший етап робіт із поглиблення дна. Незабаром у Гелдері з'явився новий порт, а село почало швидко зростати.
Первісно порт Ньїве-Діп будувався як торговий, але під час французької окупації Нідерландів тут почали будувати також військово-морську базу. Місто Гелдер і порти оточили низкою оборонних фортів, а в Хейсдейнені, який опинився за межами цієї оборонної лінії, звели форт Кейкдейн. Після звільнення Нідерландів від французької армії у 1814 році, порт Гелдера продовжили використовувати як військову базу, але вже нідерландського флоту.
1824 року прокопали Північно-Голландський канал, який сполучив Гелдер із внутрішніми територіями. Порт Гелдера фактично став портом Амстердама: за часів наполеонівської окупації Гелдеру, для запобігання контрабанді, надали статус «невільної території», тому усі торгові судна, що приходили в порт Гелдера, мали вантажити свій товар на баржі, які йшли каналом до Амстердама, де проходили митний контроль. Ще 1844 року уряд мав намір зняти цей особливий статус з Гелдера, але, через протидію амстердамської влади, це сталося лише 1850 року.
Фактичний розквіт міста почався після 1850 року. Місто значно розширило свої межі, центр міста пересунувся ближче до порту. Незабаром була прокладена залізниця до Амстердама.
У 1930-х роках Ден-Гелдер досяг сучасних меж. Це було багате портове місто, з активним нічним життям. Завдяки військово-морському флоту Нідерландів, який базувався тут, у місті завжди були робочі місця, що допомогло місту відносно легко пережити кризу 1930-х років.

### Друга світова війна
Подальшому розвитку Ден-Гелдера завадила Друга світова війна. У 1940 році Третій Рейх окупував Нідерланди та влаштував у Ден-Гелдері базу для свого військового флоту. Це спричинило активне бомбардування міста авіацією союзників. Через загрозу мирному населенню, 25 червня 1940 року почалася евакуація мешканців міста, деякі райони цілковито збезлюділи. Одночасно почалося знищення історичного центру міста нацистами, які прагнули створити вільний простір біля порту, з метою його оборони від можливої висадки британських військ.
Після звільнення Ден-Гелдера у 1945 році, до міста повернулися далеко не усі мешканці. Багато хто з них загинув під час нацистської окупації та Голокосту, інші не вірили у те, майже повністю зруйнований Ден-Гелдер зможе відновити свій статус, адже було невідомо, чи повернеться туди нідерландський військовий флот, найбільший і найбагатший роботодавець довоєнного часу.

### Післявоєнний час
Після війни влада Нідерландів вирішила відновити військово-морську базу в Ден-Гелдері. Місто почало відновлюватися. Де це було можливо, відбудували старі будинки, знищені протягом війни, проте деякі пам'ятки архітектури, зокрема, синагогу та церкву Вестеркерк, так і не відновили. Старий Ден-Гелдер перестав бути комерційним центром міста, натомість став житловим масивом із сучасною забудовою.
У 1950-х роках виник план генеральної реконструкції міста. Вокзал Ден-Гелдера перенесли дещо південніше, від нього до порту проклали нову торгову вулицю Беатріксстрат, для чого розібрали низку старовинних будинків. В рамках реконструкції мали збудувати нову ратушу, проте ці плани не втілилися у життя. В ті ж часи у місті звели нові житлові райони — Новий Ден-Гелдер і Де-Схотен, які визначають обличчя сучасного міста. Село Юліанадорп, засноване 1909 року, також значно розширило свої межі за рахунок новобудов.

### Відновлення міста Ден-Гелдер
З початку XXI століття муніципальна влада почала планувати оновлення міста Ден-Гелдер. Ці плани мали на меті зробити центр міста більш жвавим і яскравим. Втім, тоді на заваді виконання цього плану стали численні перешкоди. На початку 2007 року проєкт оновлення міста стартував повторно. Він складається з трьох підпроєктів: «Центр», «Новий Ден-Гелдер» і «Оборонна лінія Ден-Гелдера»:
1. «Центр»: з початку проєкту у центрі міста було зведено багато нових будівель, зокрема, ресторанів, офісів та житлових комплексів. Також зведено нову будівлю міської бібліотеки. Старі доки Willemsoord перебудували у величезний торговельно-розважальний центр, з ресторанами, кінотеатром і концертним залом. 19 травня 2011 року офіційно відкрився новий Міський парк. Також метою муніципалітету є підкреслення ролі Ден-Гелдера як морського порту, тому у назвах новостворених об'єктів переважають теми моря і мореплавства. Підпроєкт з оновлення центру має завершитися у 2020 році.
2. «Новий Ден-Гелдер». До 2000-х років район Новий Ден-Гелдер, а особливо дільниця Фалгабюрт (нід. Falgabuurt), був досить депресивним районом, де мешкали малозабезпечені верстви населення. Основними проблемами району були наркоторгівля, високий рівень злочинності та безробіття мешканців, все це призвело до поступового занепаду району. Наприкінці 1990-х років муніципальна влада вирішила з цим боротися. Поступово почали зносити занедбані багатоквартирні будинки, на їх місці зводилися нові житлові кондомініуми та малоповерхові, на одну-дві родини, будинки. У районі відкрилися нові магазини, розважальні заклади, більше уваги приділялося малому бізнесові. Головний торговий центр району, «Falga», був реконструйований, а 18 травня 2011 року, за участі королеви Беатрікс, відкрився новий шопінг-мол. У жовтні того ж року офіційно відкрилася нова торгова вулиця Marsdiepstraat.
3. «Оборонна лінія Ден-Гелдера»: ці оборонні споруди почали зводитися у 1880-х роках і були частиною оборонної лінії Амстердама. Однак, на відміну від останньої, оборонні споруди Ден-Гелдера після війни перебували у занедбаному стані. Муніципалітет почав їх активну реконструкцію і перетворив на туристичний атракціон.

## Населені пункти муніципалітету Ден-Гелдер

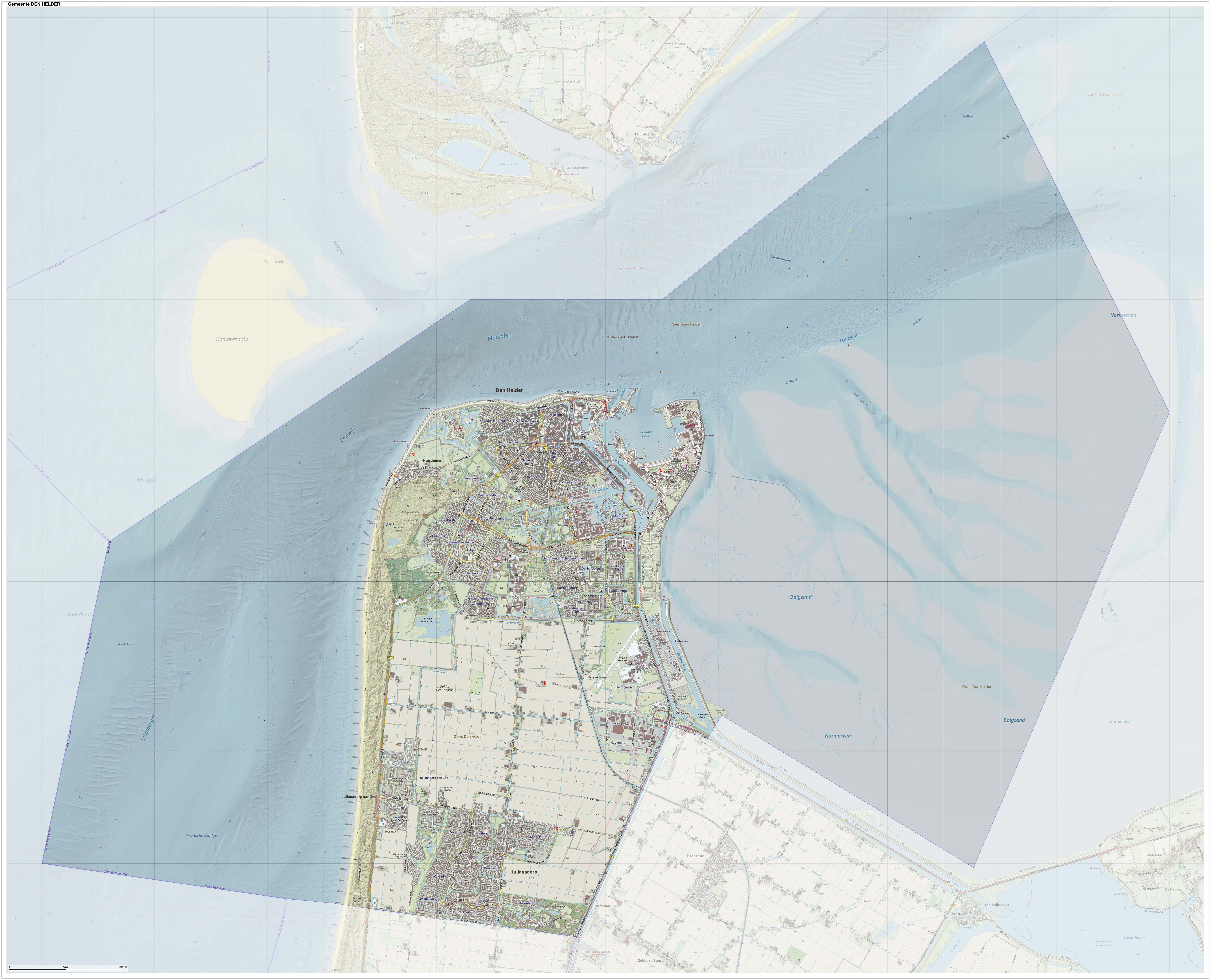
Топографічна мапа муніципалітету

До складу муніципалітету крім безпосередньо міста Ден-Гелдера, входять місто Юліанадорп, село Гейсдейнен, а також селища Фрісе-Бюрт і Де-Кой.
Головним містом муніципалітету є місто Ден-Гелдер, яке поділяється на такі частини:
- Старий Ден-Гелдер або Ауд-Ден-Гелдер (нід. Oud Den Helder);
- Новий Ден-Гелдер або Ньїв-Ден-Гелдер (нід. Nieuw-Den Helder);
- Де-Схотен (нід. De Schooten).

У селі Юліанадорп також є морський курорт Юліанадорп-ан-Зее, який не має офіційного населення, а також колишній хутір Нордерхавен, де наразі розташовані різні установи.
Також на території муніципалітету існували хутори Блауе-Кет (ліквідований 1987 року) та Клейне-Кет (зник наприкінці XIX століття)

## Військово-морська база
Військовий флот розташовувався у Ден-Гелдері з XVIII століття.
У період наполеонівських воєн, сили англо-російської коаліції, що висадилися 27 серпня 1799 року у Північній Голландії, захопили 30 серпня в Ден-Гелдері флот Батавської республіки. У 1811 році місто відвідав імператор Наполеон I Бонапарт, який був вражений стратегічно вигідним розташуванням Гелдера і наказав побудувати форт Кейкдейн у Хейсдейнені та доки Willemsoord у Гелдері.
У 1947 році Ден-Гелдер став офіційною базою Королівського військово-морського флоту Нідерландів. Тут розташована сучасна верф, з корабельним підйомником і сухим доком. У старих доках Willemsoord влаштовано ресторани, кінотеатр та інші розважальні заклади, а сучасні доки та адміністративні установи порту перемістилися на схід.
Також в Ден-Гелдері діють Королівський нідерландський морський коледж та Музей морських сил Нідерландів.
Маяк Lange Jaap у гавані Ден-Гелдера зведений 1877 року і є найвищим чавунним маяком у Європі (63,45 м).

## Географія і клімат
Ден-Гелдер розташований на низинному півострові, який далеко видається у море. Із заходу територію муніципалітету омиває Північне море, зі сходу — Ваттове море. З південного заходу Ден-Гелдер межує з муніципалітетом Схаген, зі сходу та південного сходу — з муніципалітетом Голландс-Крон, з півночі — з муніципалітетом Тесел.
Клімат в Ден-Гелдері помірний морський, через близькість моря. Також місто Ден-Гелдер є найбільш сонячним містом у Нідерландах.
| Клімат Ден-Гелдера (1971-2000)             | Клімат Ден-Гелдера (1971-2000) | Клімат Ден-Гелдера (1971-2000) | Клімат Ден-Гелдера (1971-2000) | Клімат Ден-Гелдера (1971-2000) | Клімат Ден-Гелдера (1971-2000) | Клімат Ден-Гелдера (1971-2000) | Клімат Ден-Гелдера (1971-2000) | Клімат Ден-Гелдера (1971-2000) | Клімат Ден-Гелдера (1971-2000) | Клімат Ден-Гелдера (1971-2000) | Клімат Ден-Гелдера (1971-2000) | Клімат Ден-Гелдера (1971-2000) | Клімат Ден-Гелдера (1971-2000) |
| Показник                                   | Січ.                           | Лют.                           | Бер.                           | Квіт.                          | Трав.                          | Черв.                          | Лип.                           | Серп.                          | Вер.                           | Жовт.                          | Лист.                          | Груд.                          | Рік                            |
| Абсолютний максимум, °C                    | 13,3                           | 14,9                           | 20,5                           | 27,9                           | 28,6                           | 31,7                           | 31,7                           | 33,8                           | 28,5                           | 24,2                           | 17,6                           | 13,8                           | 33,8                           |
| Середній максимум, °C                      | 5,2                            | 5,2                            | 7,9                            | 10,7                           | 14,9                           | 17,4                           | 19,7                           | 20,2                           | 17,6                           | 13,7                           | 9,3                            | 6,6                            | 12,4                           |
| Середня температура, °C                    | 3,2                            | 3,0                            | 5,2                            | 7,6                            | 11,6                           | 14,2                           | 16,6                           | 16,9                           | 14,5                           | 11,0                           | 7,1                            | 4,6                            | 9,6                            |
| Середній мінімум, °C                       | 0,8                            | 0,6                            | 2,5                            | 4,4                            | 8,2                            | 10,9                           | 13,3                           | 13,5                           | 11,2                           | 8,0                            | 4,5                            | 2,3                            | 6,7                            |
| Абсолютний мінімум, °C                     | −12,5                          | −12,7                          | −9,8                           | −4,8                           | 0,5                            | 3,2                            | 8,4                            | 6,6                            | 4,4                            | −2,5                           | −6,4                           | −10,9                          | −12,7                          |
| Середня кількість сонячних годин на місяць | 71                             | 96                             | 143                            | 201                            | 220                            | 245                            | 231                            | 218                            | 155                            | 131                            | 72                             | 63                             | 1846                           |
| Норма опадів, мм                           | 64                             | 40                             | 54                             | 35                             | 42                             | 53                             | 56                             | 60                             | 87                             | 90                             | 92                             | 71                             | 743                            |
| ------------------------------------------ | ------------------------------ | ------------------------------ | ------------------------------ | ------------------------------ | ------------------------------ | ------------------------------ | ------------------------------ | ------------------------------ | ------------------------------ | ------------------------------ | ------------------------------ | ------------------------------ | ------------------------------ |

## Транспорт

### Громадський транспорт
У місті Ден-Гелдер розташовано дві залізничні станції: Ден-Гелдер та Ден-Гелдер-Зейд. Перша з них є кінцевою станцією на лінії Ден-Гелдер—Амстердам. Також від міста до острова Тесел ходить пором.
У муніципалітеті діють три міжміські автобусні маршрути, що обслуговуються компанією «Connexxion» і відходять від автовокзалу Ден-Гелдера:
- № 135 — на Горн;
- № 158 — на Ден-Увер (муніципалітет Голландс-Крон)
- № 652 — на Схаген

На півдні муніципалітету, поблизу хутора Де-Кой розташований військовий аеропорт Де-Кой, де базується авіація нідерландського флоту. Він одночасно є і цивільним аеропортом Ден-Гелдер, який приймає деякі чартерні рейси та приватні літаки.

### Автошляхи
Територією муніципалітету пролягають чотири шляхи, які мають по дві смуги в обох напрямках:
- автошлях національного значення N9 (Ден-Гелдер — Алкмар, потім переходить у шлях А9 на Гарлем і Амстердам);
- автошлях національного значення N99 (Ден-Гелдер — Ден-Увер, потім сполучається із швидкісним автошляхом А7);
- автошлях провінційного значення N250 (починається від причалу порому на Тесел і поблизу хутора Де-Кой переходить у автошлях N9);
- автошлях N502 (пролягає від центру міста Ден-Гелдер до міського житлового масиву Новий Ден-Гелдер).

Автострад у Ден-Гелдері немає, як і перспектив їх спорудження.

## Муніципальна влада
Управління містом здійснюють міська рада та мер міста, при якому є також рада олдерменів.
Міська рада складається з 31 депутата, які обираються раз на чотири роки. Рада представляє у владній структурі муніципалітету законодавчу гілку влади. Також рада обирає олдерменів, які разом із мером формують виконавчу гілку та займаються поточними питаннями муніципалітету.
Місця в раді розподілені поміж політичними партіями наступним чином:
| Партія                                 | 2006  | 2006      | 2010  | 2010      | 2014  | 2014      |
| -------------------------------------- | ----- | --------- | ----- | --------- | ----- | --------- |
| Партія                                 | Місця | % голосів | Місця | % голосів | Місця | % голосів |
| Міська партія Ден-Гелдера              | 2     | 6,7       | 3     | 8,8       | 11    | 32,4      |
| Народна партія за свободу і демократію | 6     | 18,6      | 5     | 15,2      | 4     | 12,8      |
| Демократи 66                           | 2     | 6,2       | 4     | 12,2      | 4     | 12,8      |
| Християнсько-демократичний заклик      | 4     | 13,8      | 3     | 10,3      | 4     | 12,1      |
| Партія праці                           | 8     | 23,6      | 4     | 12,1      | 2     | 10,9      |
| Партія «Незалежний Гелдер!»            | —     | —         | —     | —         | 2     | 8,0       |
| Християнський союз                     | 2     | 6,7       | 2     | 8,5       | 1     | 5,3       |
| Зелені ліві                            | 1     | 4,3       | 1     | 5,2       | 1     | 4,4       |
| Prins-Voor behoorlijk bestuur          | 1     | 3,1       | 1     | 4,0       | 1     | 3,6       |
| Вільні соціалісти                      | —     | —         | —     | —         | 1     | 3,3       |
| Соціалістична партія                   | 4     | 11,4      | 3     | 9,4       | —     | —         |
| KiesKees                               | 1     | 5,6       | —     | —         | —     | —         |
| Trots op Nederland                     | —     | —         | 5     | —         | —     | —         |
| кількість місць / явка виборців        | 31    | 48,4      | 31    | 45,3      | 31    | 47,3      |

Виконавчу гілку влади представляє мер Кун Схейлінг (Koen Schuiling), обраний у 2014 році, та четверо олдерменів:
- Пітер Кос (Pieter Kos), Міська партія Ден-Гелдера;
- Жаклін ван Донген (Jacqueline van Dongen), Міська партія Ден-Гелдера;
- Одд Вагнер (Odd Wagner), коаліція Зелених лівих, Християнського союзу та Behoorlijk Bestuur;
- Дірк Пастор (Dirk Pastoor), коаліція Вільних соціалістів і фракції Vermooten.

## Культура

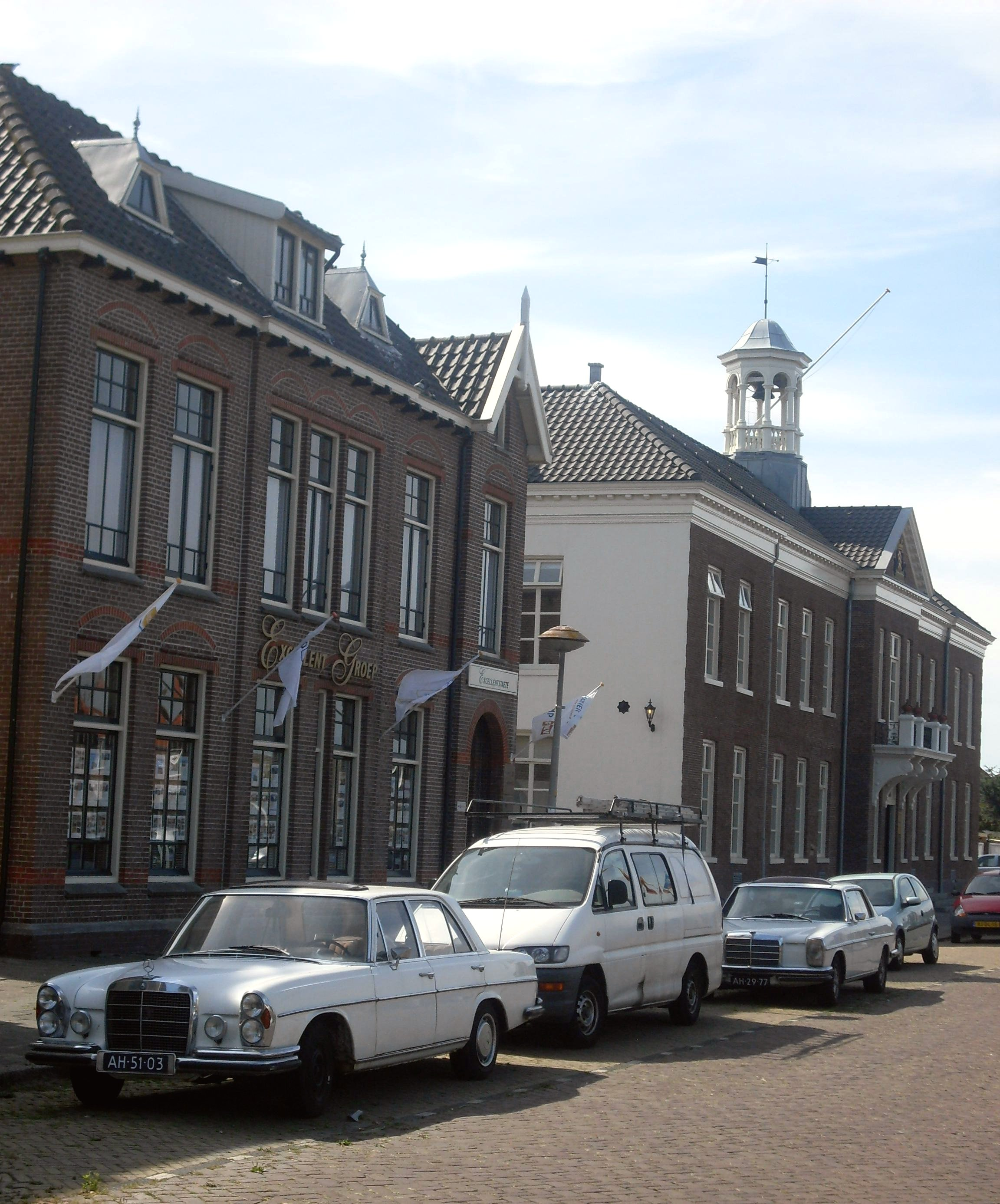
Будівля колишньої ратуші

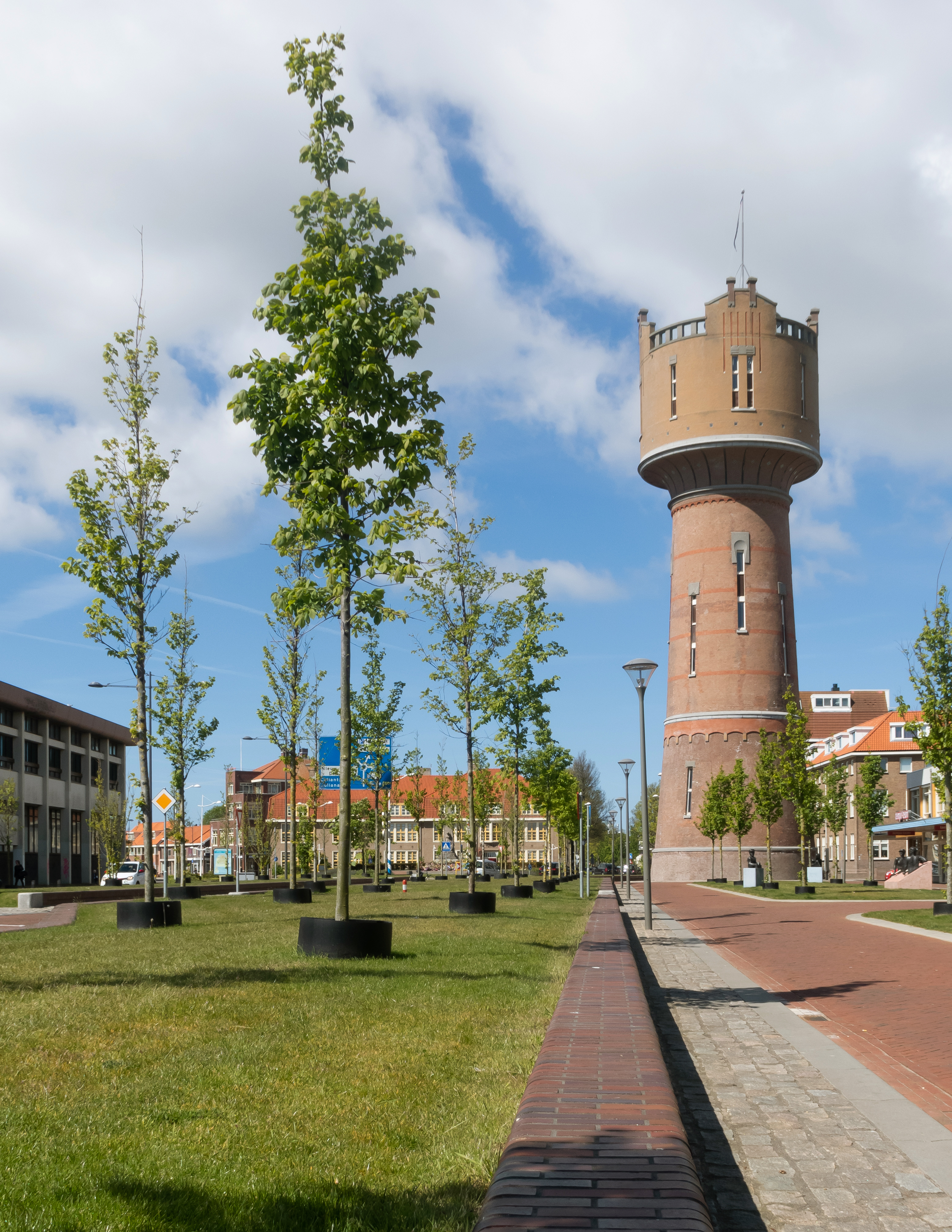
Водонапірна башта

Ден-Гелдер великою мірою відомий через свої пам'ятки та туристичні атракціони, присвячені мореплавству, зокрема, військово-морським силам. Так, у місті регулярно проводяться так звані «Морські дні» (нід. Marinedagen), коли головна база військово-морського флоту Нідерландів відкривається для відвідання пересічними громадянами.
На території муніципалітету нараховується 44 національні пам'ятки (нід. rijksmonumenten), з них 40 — у місті Ден-Гелдер, та 59 пам'яток місцевого значення.

### Пам'ятки архітектури та історії
- Форт Кейкдейн, зведений на вимогу Наполеона Бонапарта у 1811 році
- Оборонна лінія Ден-Гелдера
- Стара верф Willemsoord
- Будинок командувача (1823)
- Будівля Королівського морського інституту (1870)
- Церква Ньїве-Керк, найстаріша церква міста (1839)
- Церква Петра і Павла (1840)
- Водонапірна башта (1908)
- Маяк Lange Jaap (1877)
- Будівля колишньої ратуші (1851)

### Музеї
- Музей форту Кейкдейн
- Морський музей
- Національний музей рятувальної справи імені Доруса Рейкерса
- Воєнний музей Гелдера
- Музей Роба Схолте

## Видатні уродженці
- Едіт Бос — нідерландська дзюдоїстка, олімпійська медалістка.
- Герард 'т Гофт — нідерландський фізик у галузі дослідження елементарних частинок. Лауреат Нобелівської премії з фізики 1999 року.

## Міста-побратими
- Німеччина — Люденшайд (з 1980 року).